# أوليفييه إكوافني
أوليفييه إكوافني (بالفرنسية: Olivier Echouafni) (مواليد 13 سبتمبر 1972 في مينتون - فرنسا) لاعب كرة قدم فرنسي يلعب حاليا لصالح نادي الدرجة الأولى نيس الفرنسي منذ 2003 في مركز الوسط المحوري .

## روابط خارجية
- أوليفييه إكوافني على موقع رابطة كرة القدم الفرنسية للمحترفين (الإنجليزية)
- أوليفييه إكوافني على موقع قاعدة بيانات كرة القدم.إي يو (الإنجليزية)
- أوليفييه إكوافني على موقع ليكيب (الفرنسية)
- أوليفييه إكوافني على موقع Soccerbase.com (لاعب) (الإنجليزية)
- أوليفييه إكوافني على موقع Soccerway.com (الإنجليزية)
- أوليفييه إكوافني على موقع عالم كرة القدم.نت (الإنجليزية)
- أوليفييه إكوافني على موقع كووورة